# El Menaouer
El Menaouer est une commune de la wilaya de Mascara en Algérie.

## Histoire
Anciennement cette commune s'appelait Temaznia. En 1734 le Cheikh Sidi Ennacer Amokrane, alors imam et chef des tribus de Kalaat Béni Abbes, s'est révolté contre les Turcs et leur déclara la guerre par le massacre de trois cents janissaires et l'envoi de leurs corps au Dey à Alger. Cette guerre dura jusqu'à 1737 date de la mort du cheikh dans son combat contre les Turcs et la migration de son épouse accompagnée par les rescapés et de son jeune fils Mohamed Bou Temazine, d'où le nom de Temaznia qui se rapporte à l'orge en tamazighte.[réf. nécessaire]
Ainsi s'est formée une fraction rattachée à la commune mixte de Cachrou avant d'être rattachée en 1875 à Tighennif qui portait le nom de Palikao un quartier de Pékin en Chine, lieu d'une bataille entre les Occidentaux et les Chinois.[réf. nécessaire]
Le nom actuel de la commune, El Menaouer est lié à une montagne située à son extrémité orientale où a eu lieu en 1957 une bataille lors de la guerre d'Algérie menée par trois compagnies de moudjahidines contre une dizaine de milliers de soldats français appuyés par l'artillerie lourde, des chars, des halftracks, les escadrons de l'aéronavale de la base de Ghriss, des escadrons d'hélicoptères de combat et des bombardiers B-29 de la Base aérienne d'Oran.[réf. nécessaire]